# Leopold Tomola
Leopold Tomola (12. listopadu 1862 Opava – 17. října 1926 Vídeň) byl rakouský pedagog a politik německé národnosti z Dolních Rakous, na počátku 20. století poslanec Říšské rady.

## Biografie
Studoval národní školu a gymnázium v Opavě, pak ve Vídni. Absolvoval učitelský ústav. Pracoval jako učitel, nejprve v severočeském Tanvaldu, pak ve Vídni. Později působil coby ředitel měšťanské školy a ředitel obchodní školy. Po přesídlení do Vídně byl politicky aktivní. Zasedal ve vídeňské obecní radě, kde vedl školský referát.
Působil i jako poslanec Říšské rady (celostátního parlamentu Předlitavska), kam usedl ve volbách do Říšské rady roku 1907, konaných poprvé podle všeobecného a rovného volebního práva. Byl zvolen za obvod Dolní Rakousy 30. Po volbách roku 1907 byl uváděn coby člen klubu Křesťansko-sociální sjednocení.
V závěru života se stáhl z politického dění. Zemřel v říjnu 1926.